# Schizomus pauliani
Schizomus pauliani är en spindeldjursart som beskrevs av Lawrence 1969. Schizomus pauliani ingår i släktet Schizomus och familjen Hubbardiidae. Inga underarter finns listade i Catalogue of Life.